# Giacomo Dell'Orso
Giacomo Dell'Orso, noto anche con lo pseudonimo di Oscar Lindok (Ofena, 2 dicembre 1930 – Roma, 9 settembre 2024), è stato un compositore, arrangiatore e polistrumentista italiano, marito della più nota cantante Edda Dell'Orso e fratello maggiore del compositore e discografico Gianni Dell'Orso.

## Biografia
Dopo la laurea in matematica e il diploma conseguito all'Accademia Nazionale di Santa Cecilia di Roma in pianoforte, organo e composizione, diventò docente di matematica e intraprese la carriera musicale soltanto a 37 anni. A partire dagli anni 60 iniziò a collaborare con il cantante Nico Fidenco, di cui divenne stretto amico, e al contempo incominciò la sua carriera come compositore di colonne sonore.
Oltre alle colonne sonore pubblicò album destinati al mercato delle sonorizzazioni Rai, in particolare utilizzando lo pseudonimo di Oscar Lindok. Sempre in Rai lavorò insieme al direttore d'orchestra Pippo Caruso nelle trasmissioni a lui affidate.
Durante la sua carriera compose anche musica da organo da utilizzarsi durante le celebrazioni cattoliche.

## Discografia parziale
Per la discografia vedere le pagine dedicate all'artista su Discogs.

### Album
- 1971 - The Revelations (Help!, ZSLH 55018; con lo pseudonimo di Lindok insieme a Gianni Dell'Orso)
- 1971 - Sweet and lovely (Globe Records, LP 1004; con lo pseudonimo di Lindok e insieme a Nello Ciangherotti)
- 1972 - La pace (Fly Record, AS 57)
- 1972 - The Fast Machine (Picci, GLA 2006; con lo pseudonimo di Oscar Lindok)
- 1972 - Habitat (CAM, CrT 002; con lo pseudonimo di The Fine Machine e insieme a Gianni Dell'Orso e Nico Fidenco)
- 1972 - The Rhythm Of Life (CAM, CrT 001; con lo pseudonimo di Oscar Lindok)
- 1972 - My Favourite Tones (Picci, GLA 2005; insieme a Claudio Gizzi e Mario Migliardi)
- 1973 - Stati d'animo vol.1 (situazioni varie) (CAM, CML 034; con Nico Fidenco)
- 1973 - Come Upstair (Picci, GLA 2007; con lo pseudonimo di Oscar Lindok and his friends)
- 1974 - Eruzioni (Fly Record, AS 61; con lo pseudonimo di Lindok)
- 1975 - Impressioni musicali (Pro Civitate Christiana, PCC 0078)
- 1975 - A me stesso con simpatia (Ellecci, RCZ 3004)
- 1975 - Ti ricordi/Domani? (Not on Label, CT 7146)
- 1975 - Speciale TG. (RCA, SP 10057)
- 1975 - Immagini e colori 2 - Bitter Sound (Aris, DDA2; con lo pseudonimo di Lindok)
- 1975 - In The Mood With Strings (Joker, SM 3755)
- 1976 - Moderno Beat Vol.2 (Cinevox Record, SON 1052; con lo pseudonimo di Oscar Lindok)
- 1977 - Nostalgia di una notte (Edizioni Paoline, FSO 30.04)
- 1978 - Come ogni donna - Nuove canzoni alla Madonna (Edizioni Paoline, F-CAM 30.7)
- 1978 - Ragazzi (vol.1) (Cinevox Record, SON 1141)
- 1979 - In principio l'uomo (Edizioni Paoline, F-CIC 30.7)
- 1979 - Israele canta (Edizioni Paoline, F-CAM 30.8)
- 1979 - Canterò A Cristo (Edizioni Paoline, F-CAM 30.9)
- 1981 - L'Aldilà (Beat Records Company, LPF 052)
- 1984 - 8 salmi dal barocco al romanticismo (Edizioni Paoline, F-SO 30.08)
- ???? - Fra mito e storia prima parte (Fly Record, AS 62)
- ???? - Fra mito e storia seconda parte (Fly Record, AS 63)
- ???? - Fra mito e storia terza parte (Fly Record, AS 64)

### Singoli
- 1972 - Io non vivrò/Tu sei lì che mi aspetti (Picci, LG 3011; con Carmelo Pagano)

## Filmografia parziale
1976
- L'infermiera... di mio padre, regia di Mario Bianchi;
- Vento, vento, portali via con te, regia di Mario Bianchi;

1978
- L'ultimo guappo, regia di Alfonso Brescia;

1979
- Belli e brutti ridono tutti, regia di Domenico Paolella;
- Sexual Aberration (Sesso perverso), regia di Bruno Mattei;

1980
- Con la zia non è peccato, regia di Giuseppe Pulieri;
- Sesso perverso, mondo violento, regia di Bruno Mattei;
- Virus, regia di Bruno Mattei e Claudio Fragasso;

1981
- Caligola e Messalina, regia di Bruno Mattei;

1982
- Nerone e Poppea, regia di Bruno Mattei e Antonio Passalia;

1983
- Una ragazza vogliosa, regia di Gianni Leacche;

1990
- C'è posto per tutti, regia di Giancarlo Planta;

1991
- Games of Desire, regia di Pasquale Fanetti;
- La strana voglia, regia di Pasquale Fanetti;
- Vacanze di Natale '91, regia di Enrico Oldoini;

1993
- Formula 3 - I ragazzi dell'autodromo, regia di Andrea Bianchi;

1995
- Bambola di carne, regia di Andrea Bianchi;

1996
- Alì Babà, regia di Zlata Potancokova Belli.